# I'd Do Anything for Love (But I Won't Do That)
"I'd Do Anything for Love (But I Won't Do That)" là một bài hát của nghệ sĩ thu âm người Mỹ Meat Loaf hợp tác với ca sĩ kiêm nhạc sĩ người Anh Lorraine Crosby cho album phòng thu thứ sáu của ông, Bat Out of Hell II: Back into Hell (1993). Nó được phát hành vào ngày 15 tháng 9 năm 1993 như là đĩa đơn đầu tiên trích từ album bởi MCA Records. Bài hát được viết lời và sản xuất bởi Jim Steinman, người đã hợp tác với Loaf trong album phòng thu thứ hai rất thành công của ông, Bat Out Of Hell (1977). "I'd Do Anything for Love (But I Won't Do That)" là một bản progressive rock và hard rock với nội dung đề cập đến lời hứa của một người đàn ông với người yêu của mình, người cam kết sẽ làm bất cứ điều gì dưới danh nghĩa của tình yêu ngoại trừ "điều đó", một điều bí ẩn ông không bao giờ tiết lộ. Ban đầu, giọng hát nữ xuất hiện trong bài hát được đề cập như là "Mrs. Loud", nhưng sau đó đã được tiết lộ là Crosby.
Sau khi phát hành, "I'd Do Anything for Love (But I Won't Do That)" nhận được những phản ứng trái chiều từ các nhà phê bình âm nhạc, mặc dù họ đánh giá cao chất giọng của Loaf thể hiện trong bài hát. Nó còn nhận được ba đề cử giải Grammy tại lễ trao giải thường niên lần thứ 36 cho Bài hát của năm, Bài hát rock xuất sắc nhất và Trình diễn giọng Rock solo xuất sắc nhất, và chiến thắng giải sau. Bài hát cũng gặt hái những thành công ngoài sức tưởng tượng về mặt thương mại, đứng đầu các bảng xếp hạng ở 28 quốc gia, bao gồm nhiều thị trường lớn như Úc, Áo, Canada, Đức, Ireland, Hà Lan, Thụy Sĩ và Vương quốc Anh, và lọt vào top 10 ở tất cả những quốc gia nó xuất hiện. Tại Hoa Kỳ, "I'd Do Anything for Love (But I Won't Do That)" đạt vị trí số một trên bảng xếp hạng Billboard Hot 100 trong năm tuần liên tiếp, trở thành đĩa đơn quán quân đầu tiên và duy nhất của nam ca sĩ tại đây.
Video ca nhạc cho "I'd Do Anything for Love (But I Won't Do That)" được đạo diễn bởi Michael Bay với nội dung được lấy cảm hứng từ Người đẹp và quái vật và Bóng ma trong nhà hát, trong đó phần giọng của Crosby được nhép lại bởi nữ diễn viên chính của video, được thủ vai bởi người mẫu Dana Patrick. Để quảng bá bài hát, Loaf đã trình diễn nó trên nhiều chương trình truyền hình và lễ trao giải lớn, bao gồm Giải Brit năm 1994, nơi ông chiến thắng một giải Brit cho Đĩa đơn và Album bán chạy nhất năm, và trong tất cả những chuyến lưu diễn trong sự nghiệp của ông. Được đánh giá như là bài hát trứ danh của Loaf, "I'd Do Anything for Love (But I Won't Do That)" đã xuất hiện trong nhiều tác phẩm điện ảnh và quảng cáo thương mại. Ngoài ra, bài hát cũng được đưa vào nhiều album tổng hợp và trực tiếp của ông kể từ khi phát hành, bao gồm The Very Best of Meat Loaf (1998) và Bat Out of Hell: Live with the Melbourne Symphony Orchestra (2004).

## Danh sách bài hát
Đĩa CD #1 tại châu Âu và Anh quốc
1. "I'd Do Anything for Love (But I Won't Do That)" - 7:52
2. "Back Into Hell" - 2:45

Đĩa CD #2 tại châu Âu và Anh quốc
1. "I'd Do Anything for Love (But I Won't Do That)" - 7:52
2. "Back Into Hell" - 2:45
3. "Everything Louder Than Everything Else" (trực tiếp) - 9:18

## Xếp hạng
| Bảng xếp hạng (1993-94)                   | Vị trí cao nhất |
| ----------------------------------------- | --------------- |
| Úc (ARIA)                                 | 1               |
| Áo (Ö3 Austria Top 40)                    | 1               |
| Bỉ (Ultratop 50 Flanders)                 | 1               |
| Canada (RPM)                              | 1               |
| Canada Adult Contemporary (RPM)           | 13              |
| Đan Mạch (Tracklisten)                    | 1               |
| Châu Âu (European Hot 100 Singles)        | 1               |
| Phần Lan (Suomen virallinen lista)        | 1               |
| Pháp (SNEP)                               | 4               |
| Đức (Official German Charts)              | 1               |
| Ireland (IRMA)                            | 1               |
| Hà Lan (Dutch Top 40)                     | 1               |
| Hà Lan (Single Top 100)                   | 1               |
| New Zealand (Recorded Music NZ)           | 1               |
| Na Uy (VG-lista)                          | 1               |
| Bồ Đào Nha (AFP)                          | 1               |
| Thụy Điển (Sverigetopplistan)             | 1               |
| Thụy Sĩ (Schweizer Hitparade)             | 1               |
| Anh Quốc (OCC)                            | 1               |
| Hoa Kỳ Billboard Hot 100                  | 1               |
| Hoa Kỳ Adult Contemporary (Billboard)     | 9               |
| Hoa Kỳ Pop Airplay (Billboard)            | 2               |
| Hoa Kỳ Rhythmic (Billboard)               | 25              |
| Hoa Kỳ Mainstream Rock Tracks (Billboard) | 10              |

| Bảng xếp hạng (1993)                 | Vị trí |
| ------------------------------------ | ------ |
| Australia (ARIA)                     | 1      |
| Austria (Ö3 Austria Top 40)          | 20     |
| Belgium (Ultratop 50 Flanders)       | 51     |
| Canada (RPM)                         | 10     |
| Denmark (Tracklisten)                | 35     |
| Europe (European Hot 100 Singles)    | 16     |
| Germany (Official German Charts)     | 17     |
| Netherlands (Dutch Top 40)           | 10     |
| Netherlands (Single Top 100)         | 6      |
| New Zealand (Recorded Music NZ)      | 6      |
| Norway Autumn Period (VG-lista)      | 1      |
| UK Singles (Official Charts Company) | 1      |
| US Billboard Hot 100                 | 36     |
| Bảng xếp hạng (1994)                 | Vị trí |
| Austria (Ö3 Austria Top 40)          | 14     |
| Belgium (Ultratop 50 Flanders)       | 56     |
| Canada Adult Contemporary (RPM)      | 97     |
| Denmark (Tracklisten)                | 23     |
| Europe (European Hot 100 Singles)    | 10     |
| France (SNEP)                        | 43     |
| Germany (Official German Charts)     | 20     |
| Netherlands (Dutch Top 40)           | 108    |
| Norway Winter Period (VG-lista)      | 15     |
| Sweden (Sverigetopplistan)           | 88     |
| Switzerland (Schweizer Hitparade)    | 32     |
| US Billboard Hot 100                 | 38     |
| US Adult Contemporary (Billboard)    | 42     |

| Bảng xếp hạng (1990–99)              | Vị trí |
| ------------------------------------ | ------ |
| Netherlands (Dutch Top 40)           | 33     |
| UK Singles (Official Charts Company) | 56     |
| US Billboard Hot 100                 | 40     |

## Chứng nhận
| Quốc gia                                                                           | Chứng nhận  | Số đơn vị/doanh số chứng nhận |
| ---------------------------------------------------------------------------------- | ----------- | ----------------------------- |
| Úc (ARIA)                                                                          | 2× Bạch kim | 140.000^                      |
| Áo (IFPI Áo)                                                                       | Bạch kim    | 50.000*                       |
| Đức (BVMI)                                                                         | Bạch kim    | 500.000^                      |
| Hà Lan (NVPI)                                                                      | Bạch kim    | 75.000^                       |
| New Zealand (RMNZ)                                                                 | Bạch kim    | 10.000*                       |
| Thụy Sĩ (IFPI)                                                                     | Vàng        | 25.000^                       |
| Anh Quốc (BPI)                                                                     | Bạch kim    | 600.000^                      |
| Hoa Kỳ (RIAA)                                                                      | Bạch kim    | 1,400,000                     |
| * Chứng nhận dựa theo doanh số tiêu thụ. ^ Chứng nhận dựa theo doanh số nhập hàng. |             |                               |